# 篠原愛實
篠原愛實（1993年3月10日—）是出身於日本東京都的演員。是以可愛的外型與讓人喜愛的笑容而廣受歡迎的偶像。
血型是O型。身高155公分。性格是有點迷糊(在網誌中提到別人曾經說她是個"不思議ちゃん(不可思議的人)"）與害羞的感覺。因為有遠視性亂視而看不清楚近物的關係,而有備用的眼鏡,並且表示要注意保護視力。容易感冒,曾經因為感冒而住院過3次。習慣是在無意識中會撥弄自己的頭髮。過去討厭包括烏鴉在內的各種動物,但漸漸地加以克服,現在並飼養了一隻在2006年8月出生,名叫フゥタ的狗。有一個年紀小很多的妹妹來歩。從2004年度到2006年度在『天才兒童MAX』作為TV戰士。在2006年10月4日開設了個人網誌「(-「蜜柑」是橘子之意,-「缶」則是罐頭之意)」,在網誌中也有與讀者分享學習漢字心得的單元。從ピチレモン2007年6月號開始擔任雜誌的模特兒（ピチモ）。也以演員身份參與了戲劇，電影等。2012年12月在網誌上宣布，將從演藝活動轉向電視劇製作發展。在2015年春季畢業之後進入了波麗佳音公司工作。有自己的Twitter網頁。暱稱是『つぐちゃん(小愛)』、『つぐ(愛)』。

## 天才兒童MAX
- 在2006年度的TV戰士中作為最年長的女性戰士而活躍。競爭對手是同樣最年長戰士的洸太Lacey。
- 在2004年度作為新人的時候,在節目中的連續劇中擔任主角,吸引了許多人的目光。在連續劇中可以常常看見她表現出大姐頭的樣子,和實際上她的性格不同。2004年度的字幕標牌是「異次元からのスーパー姉御(從異次元來的超級大姐頭)」。在節目中變裝扮演過大姐頭,戴眼鏡的秘書,哥德蘿莉,學園的學生等許多種角色。
- 在2006年度『這裡是「週刊優克迪爾」編輯部』中,以「未來クッキング(未來烹飪)」為題,說料理是要用眼睛來享受,因此拿出了在餐廳外櫥窗展示之漢堡排與義大利麵的「食品サンプル(食物模型,假的料理)」,表演一邊看著模型一邊用嘴巴咀嚼的動作, 稱如此一來就可以感受到食物的美味。相當具有幽默感。接著還展示了自創的「みどりミルクティー(綠奶茶)」,做法是將綠茶加上牛奶與砂糖一起攪拌,雖然名稱與製作過程讓其他TV戰士們吃了一驚,但經過大家試喝後卻證實這是好喝且方便的飲料,綠茶,牛奶與砂糖間的成份比例也可以自由調配。
- 在2005年度的夏季公演『拯救優克迪爾!TV戰士史上最大的危機』中、與de・Lencquesaing望共同擔任主角。因為她本身性格有點害羞的關係,所以對演出戀愛場面產生了相當程度的抗拒,但在正式演出時順利地展現演技,並且主唱曾在『MTK』播出過的『元気を出して(打起精神來)』的翻唱曲,展現了身為主角的熱情。
- 2006年度的第2學期開始在『紙飛機達陣賽』中,以隊的一員身份參加比賽,活躍於K-2賽,K-1賽與年度錦標賽出場資格爭奪戰等多場比賽,隊伍的口號是「用閃閃發亮力量加油吧!」。
- 憧憬在之後作為TV戰士一起的演出的伊倉愛美（『ひとりでできるもん!』裡的まいちゃん）。愛美與愛實 由於字形很相似,常常被弄錯。(節目中的字幕標牌也曾經寫錯過)。2人在2004年度以為名稱,2006年度以為名稱,在節目中組成了搭檔。

## 主要演出作品

### 電影
- 好夏（すいか）3－星空のユグドラシル－（2004年） - 飾演 春野久美
- 渋谷怪談 サッちゃんの都市伝説 (2004年) - 飾演 繭
- 象の背中（2007年） - 飾演 福岡美穂（幼少期）
- 青い鳥（2008年） - 飾演 高木沙英
- 攜帯彼氏（2009年） - 飾演 原田亞希
- 奪命捉迷藏4（2012年）- 飾演 ミナ
- 希望の国（2012年） - 飾演 蘆山つぐみ

### 電視劇
- 世界奇妙物語2002春の特別編～夜汽車の男～（2002年、富士電視台系列） - 飾演 主角回憶場景中的少女
- ザ・ジャッジ! 〜得する法律ファイル(2002年、富士電視台)
- 火曜サスペンス劇場 取調室18（2002年、日本電視台系列）
- 忍風戰隊破裡劍者（2002年、朝日電視台） - 客串演出
- 週刊神奇寶貝放送局スタンプラリー編（2003年、東京電視台系列）
- はみだし刑事情熱系（2003年、朝日電視台系列）
- TRICK新作スペシャル（2005年、朝日電視台） - 飾演 綠川祥子（幼少）
- 愛の劇場 スイート10 第46話（2008年、TBS） - 飾演 關ちひろ（7年後）
- 千の風になって ドラマスペシャル『撫子隊 〜秘密基地・知覧　少女だけが見た「特攻」…封印された23日間〜』（2008年、富士電視台）- 飾演 西野あゆみ（撫子隊員）
- 土曜時代劇陽炎の辻2〜居眠り磐音 江戸雙紙〜(2008年10月18日、NHK綜合頻道) - 飾演  けさ世
- ナツひとり -屆かなかった手紙-（2008年、NHK綜合頻道）- 飾演 高倉ナツ（幼少）
- 東京電視台開局45週年記念 新春ワイド時代劇 寧寧：女太閤記（2009年1月2日、東京電視台）- 飾演 茶々
- 小公主莎拉 (電視劇)（2009年10-12月、TBS電視）- 飾演 川原比奈子
- 同窗會～Love Again症候群（2010年4月-6月、朝日電視台） - 飾演 愛川朋美（15歳的宮澤朋美）
- 靈能力者 小田霧響子的謊言（2010年11月28日、朝日電視台） - 飾演 渡部 (第8話)
- 人情女刑事・徳大寺操の浅草事件簿（2010年12月24日、富士電視台） - 飾演 遠藤まりも
- 美女鮮師No.1（2011年1 - 3月、日本電視台)） - 飾演 野崎愛實
- 水戸黄門 第42部 第13話「美人絵師が描いた復讐 -鳥取-」（2011年1月17日、TBS、C.A.L） - 飾演 お文
- 生まれる。（2011年4月 - 6月、TBS） - 飾演 小山有紀
- ミスマガジン劇集 もっと熱いぞ!貓ヶ谷!!（2011年10月 - 、第4 - 10話）- 飾演 我從院光子
- Switch Girl~變身指令~（2011年12月 - 2月、富士電視台） - 飾演 木崎明花
- Switch Girl~變身指令~2 第4、5話（2012年12月 - 1月、富士電視台） - 飾演 木崎明花
- ブラックボード〜時代と戦った教師たち〜 第3夜（2012年4月7日、TBS）
- 放學後再推理 4回表/裏（2012年6月4日、TBS） - 飾演 原三輪子
- 黑之女教師（2012年7月 - 9月、TBS） - 飾演 綠川風香

### 綜藝節目
- あっぱれさんま大先生（2001年、富士電視台系列）※俳句的單元
- SMAP×SMAP～粘土の王國～（2003年、富士電視台系列） - 飾演 公主
- お～い！南極・探検　昭和基地（2003年、NHK教育）※當初是NHK總合
- テンパイ！～どきどき大実験～（2003年、東京電視台） ※固定班底
- ちゅろすでChu!（2004年2月～10月、BSメガポート）  ※固定班底
- 森田一義時間 笑一笑又何妨！（2004年、富士電視台）
- 天才兒童MAX（2004年4月～2007年3月、NHK教育） ※TV戰士
- 天才兒童MAX外傳～宇宙船蘇菲亞號的冒險（2005年、NHK教育）
- 天才兒童MAX - "日付変更船・プッカリーノ" (2008年5月20日、NHK教育)
- DVD Dash!編集部(2007年年10月5日 - 2008年10月、迪士尼頻道) ※與土田晃之一起擔任固定班底
- 女子版極限體能王（2009年10月7日、TBS電視）
- 天才兒童MAX(2010年6月7日、6月14日、NHK教育) ※參與單元之來賓

### 廣告
- au 宣傳照（2007年4月）
- 白色戀人 （2007年7月）
- キリンビバレッジ潤る茶「パッケージの窓」篇（2009年）
- 麥當勞資訊型廣告「KBQバーガー」篇（2011年10月）

### 音樂錄影帶
- KELUN「SIXTEEN GIRL」（2008年）

### 舞台
- シンデレラ2001（2001年）
- 小魔女Doremiドッカ～ン！ おジャ魔女キッズ（飾演 ハナちゃん）※鈴木かすみ - 飾演 どれみ。
- 粉紅淑女メモリアルコンサート（2003年6月～2004年2月） 作為ピンクレディーキッズ的一員一起參加旅行
- ナツひとり-屆かなかった手紙-（2007年11月） - 飾演 高倉夏（幼少期）
- マジカルスクリーン大作戦～キャプテン９×９の野望～（2008年、9月14､15日 新宿明治安田生命ホール） - 飾演 愛實
- GO,JET!GO!GO!〜 I LOVE YOUが言えなくて〜 (2012年) - 飾演 メグ
- 婆娑羅（2012年） - 飾演 柚香／さらさ

## DVD
- SCHOOL DAYS
- DVD「つぐみ」（2011年9月22日發售、イーネットフロンティア）

## 書籍
- 雜誌 ピチレモン（2007年6月號 - 2009年4月號） - 專屬模特兒
- 雜誌 melon（2004年 - 2005年6月）- 專屬模特兒
- 雜誌 B.L.T.U-17 Vol.5 （2008年2月號）
- 雜誌 PurePure ピュア☆ピュア （2004年 - 2005年Vol.28・2007年Vol.42）
- 雜誌 Myojo（2006年6月號、集英社）
- 雜誌 Prolog
- 月刊 アフタヌーン

## 外部連結
- 篠原愛實的X（前Twitter）
- 波麗佳音公司2015年度內定者之聲 （页面存档备份，存于）